# PNL (gruppo musicale)
PNL (acronimo di Peace N' Lovés cioè "pace e denaro" in argot) è un duo rap franco-algerino formato dai due rapper fratelli Ademo (Tarik Andrieu) e N.O.S. (Nabil Andrieu) originari di Les Tarterêts, quartiere del comune di Corbeil-Essonnes, nella regione francese dell'Île-de-France.

## Storia del gruppo
Tarik e Nabil sono figli di René Andrieu, un attivista ed ex narcotrafficante pieds-noirs di origine corsa, mentre la madre è di origini algerine. Tarik nasce nel 1986 e Nabil nel 1989; i due vengono cresciuti solo dal padre.

## Carriera

### Esordi
Ademo fa il suo debutto sulla scena rap nel 2008 con il mixtape Le son des Hall vol. 1, per poi pubblicare il vol. 2 nel 2011. Nel 2013 viene condannato a vari mesi di carcere per spaccio di stupefacenti. N.O.S. pubblica il suo mixtape d’esordio nel 2011 con il titolo di 365 Jours pour percer. Utilizza anche gli pseudonimi Calmement e Ladif. Ad ogni modo i due fratelli non ottengono grande visibilità e sono quasi sconosciuti a livello nazionale.

### PNL
I due fratelli fondano il gruppo PNL nel 2014, con il singolo "Gala Gala", evolvendo significativamente il proprio stile, e pubblicano il mixtape/street album Que La Famille a marzo 2015. Il successo arriva nel corso del 2015 quando pubblicano il video del pezzo Le Monde ou Rien, girato alle Vele di Scampia; la canzone viene inserita nel loro primo disco ufficiale: Le Monde Chico, pubblicato il 30 ottobre 2015. Tutti gli estratti ottengono milioni di visualizzazioni e i PNL si impongono come un vero e proprio fenomeno della musica francese, pur restando indipendenti da qualsiasi etichetta multinazionale; nel giro di cinque mesi l’album ottiene il disco d’oro in Francia (più di 50 000 copie vendute).
Il 16 settembre 2016 esce il loro secondo disco ufficiale, Dans la Légende, che ottiene il disco d’oro in meno di una settimana e il platino nel giro di un mese (tra copie vendute e streaming). A maggio 2017, l'album viene certificato disco di diamante. Tra il 2016 e il 2017 vengono pubblicati i video di numerosi estratti, in particolare con i brani Naha, Onizuka, Béné e Jusqu'au dernier gramme viene realizzata una serie in quattro cortometraggi, della durata complessiva di un'ora e mezza .
A conferma dell'interesse che i due fratelli suscitano anche a livello internazionale, i PNL vengono invitati a esibirsi al Coachella Valley Music and Arts Festival, evento musicale internazionale che si svolge ogni anno in California. Tuttavia Ademo, per via dei suoi precedenti penali, non ottenne il visto per entrare negli Stati Uniti e il duo francese deve cancellare le proprie esibizioni, inizialmente previste per il 16 e 23 aprile 2017.
Il 2018 segna il ritorno dei due fratelli con il pezzo À l'ammoniaque, il cui video è pubblicato su YouTube il 22 giugno. Il 10 agosto viene invece annunciato il singolo estivo 91's. Il 5 aprile 2019 pubblicano il loro terzo disco ufficiale: Deux Frères. Le hit conosciute di questo disco sono appunto Deux Frères, Au DD e A l'ammoniaque
L'8 dicembre 2023 sono tornati a sorpresa con una canzone dedicata alla guerra a Gaza, accreditato al produttore Joa e, invece che a loro stessi, a 'Un jour de paix'. Sullo stesso tema si erano già espressi sui loro social.

## Stile
I PNL suonano cloud rap, corrente che mescola rap con beat lenti, malinconici ed eterei dalle sonorità chillwave e utilizzo di autotune per rendere il tutto più melodico. Le liriche sono caratterizzate da testi crudi che esprimono tristezza, male di vivere e descrivono l’emarginazione della vita nella banlieue, tra violenza e spaccio di droga. Inoltre sono ricorrenti i riferimenti a manga e fumetti quali Dragon Ball, Great Teacher Onizuka, cartoni animati quali Il re leone, Il libro della giungla, a videogiochi quali Zelda, Street Fighter, e a film come Scarface.

## Curiosità
- Tarterêts, il quartiere d'origine dei PNL, è soprannominato le Zoo per via della violenza e del tasso di delinquenza che lo caratterizza[13]. Da lì Ademo e N.O.S. hanno preso spunto per i continui riferimenti a lungometraggi Disney quali Il re leone e Il libro della giungla, ma anche per i suoni onomatopeici che ricordano la giungla presenti in molti loro testi.
- I PNL sono famosi anche per il fatto di non rilasciare alcun tipo di intervista a qualsiasi media, perché vogliono che sia solo la loro musica a parlare. Esiste solo un reportage fatto dalla rivista musicale statunitense The Fader, che ha anche dedicato la copertina del numero 104 (Giugno/Luglio 2016) al duo francese[14]. Anche quando il programma francese Planète Rap dell'emittente Skyrock FM ha loro dedicato la settimana dal 16 al 20 novembre 2015 non hanno rilasciato alcuna intervista, semplicemente lo studio è stato allestito con un tema differente ogni giorno, ispirato all'immaginario dei PNL[15]. A ottobre 2016, il magazine francese Society ha pubblicato un'inchiesta che ricostruisce la vita dei due fratelli prima del successo, grazie a testimonianze di alcuni amici, conoscenti e compagni di scuola[16].
- I PNL non prendono parte a collaborazioni con altri artisti, esclusi quelli della propria cerchia che sono considerati parte della "famiglia". Parte di tale cerchia è per esempio il duo rap DTF, di cui fa parte il cugino di Ademo e N.O.S, che ha uno stile molto vicino a quello dei PNL (tanto da essere considerati quasi dei "cloni").
- I movimenti di protesta studenteschi contro la riforma del Code du Travail nel 2016 hanno utilizzato come slogan il titolo del pezzo più celebre dei PNL: Le Monde Ou Rien (che a sua volta è chiaramente ispirato al film Scarface)[17].
- I PNL hanno anche contribuito tra i primi a sdoganare sulla scena rap europea il tema dell’Islam, come scrive Andrea Bertolucci su Outpump. Il tema è rimasto centrale in tutta la loro discografia e lo hanno fatto diventare un driver di riconoscibilità, oltre che un motivo di orgoglio per gli artisti susseguenti [18].

## Discografia
- 2015 - Que La Famille
- 2015 - Le Monde Chico
- 2016 - Dans La Légende
- 2019 - Deux Frères